# Marc Molitor
Marc Molitor (Strasburgo, 21 settembre 1949) è un ex calciatore francese, di ruolo attaccante.

## Carriera

### Club
Veste le divise di Strasburgo, RC Paris e Nizza. Con lo Strasburgo, nel 1972, vince il Girone C della seconda divisione francese, campionato nel quale realizza 30 centri.

### Nazionale
Esordisce in Nazionale il 15 novembre 1970 realizzando una doppietta ai danni del Belgio (1-2).
Totalizza 10 presenze e 4 marcature tra il 1970 e il 1975.

## Palmarès

### Club

#### Competizioni nazionali
- Coppa di Francia: 1

Strasburgo: 1965-1966